# 福寿岭站
福寿岭站，曾称疗养院站、52号站，位于中国北京市石景山区苹果园街道福寿岭村福寿岭南路与金顶山路相交路口西南侧，是北京地铁1号线的一个即將開放的地铁车站，预计2025年年底具备开通条件。

## 歷史

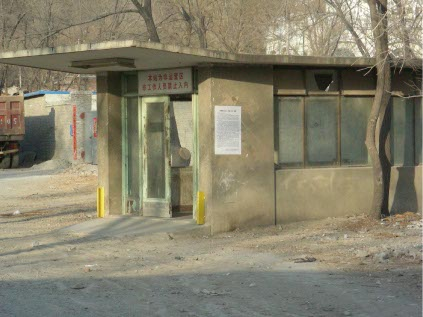
改造工程开始前的A口，该出口也是福寿岭站改造前原来唯一開放的出口

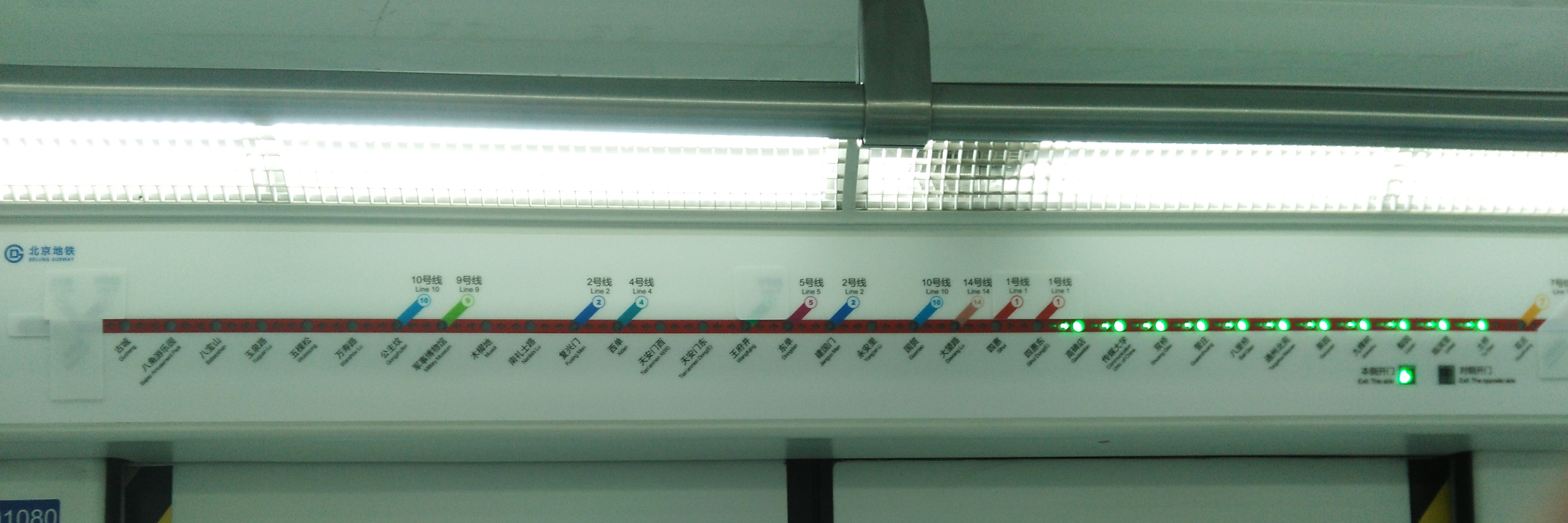
2021年6月拍摄于一辆北京地铁八通线列车的路线图，其中显示有为北京地铁1号线福寿岭站预留的位置。

1965年6月19日，地铁领导小组第四次会议确定了一期工程进山线路的走向，其中402线为进山线路北线，全长6.3公里，设三座车站和一条环行检修线:51。起初，本站的正式名称为疗养院站，在《北京地下铁道近期工程规划示意图》和《铁路修建史料》的北京地下铁道示意图:922中，本站均被标记为“疗养院”站，地铁职工在回忆录中同样称之为“疗养院车站”。“疗养院站”一名得于临近的铁路职工疗养院，该疗养院的历史可追溯至20世纪30年代著名医学家和结核病专家卢永春先生创办的北平西山平民疗养院，现已改为北京铁路职工培训中心。1966年5月1日，402线开始动工修建。次年，古城站至苹果园站、疗养院站区间的隧道主体全部完成:66。
1970年9月，402线建成，并于1973年3月一期工程正式运营时验收交接:177。由于本站并不对外运营，建成后仅使用了修建时地段的标号52号作为车站的正式名称，在联锁系统与北京市轨道交通指挥中心的调度系统中，本站被称作五二站。
1982年举行的第五届全国人民代表大会第五次会议的556号提案中，王英高、范忠祥要求北京地铁延长至福寿岭，理由是“生活在北京市石景山区福寿岭周围的机关、部队、各医院、疗养院、工厂、农村等单位的群众要求地铁延长至福寿岭站，这样既方便人民群众，又可为国家节约能源”，审查意见是“交国务院研究办理”:619。1983年，52号站与53号站被列入调整后的地铁规划方案中:224，但最终未能开通。
1988年，位于五二站口的地铁技校新校舍建成，同年暑假期间，技校从五棵松综合楼全部搬迁进新校园。为了便于技校学生上下学，五二站成为了地铁技校通勤车的停靠站，每个工作日早晚各有一班通勤车停靠。乘客进出均需通过东南口，除东南口外其余出口均被水泥墙堵死。按地铁内部规定，五二站为非运营车站，不允许外人进入乘车，但经常有当地村民违章蹭车。进入21世纪后，五二站由于其古老而神秘的背景受到了大量城市探险者和铁路迷的关注。东南口入口处虽固定着“本站非運營區，非工作人員禁止入內”的警示牌，但除学生外，时常有以城市冒险为目的的组织或个人进入，通常不會被驅逐或處罰。由于五二站地处福寿岭山脚下的福寿岭村，且临近福寿岭公交车站，地铁爱好者普遍称之为福寿岭站。福寿岭位于石景山区中部，既是一座山岭之名，也是一个古村落的名字。作为山岭，福寿岭是西山褶皱山地的丘陵部分，东南是福寿岭村，西、北两面是连绵的山丘，南邻模式口村，最高峰海拔309米。“福寿岭站”原为位于福寿岭山体中的53号站的正式名称，在1982年版《北京市區地下鐵道規劃方案》中，“福寿岭站”被标注在53号站处，但“福寿岭站”现已成为民间对52号站最常见的的称呼。2007年5月28日起，通勤列车不再开行，福寿岭站再次封闭停用，唯一可通行的出入口被装上伸缩铁门并上锁，且经常有人看守。随着后期该出入口封锁用门改为铁防盗门，该车站已基本无法进入。。
2018年9月7日，为配合北京保险产业园发展，北京市规划国土委轨道处等多家单位对此站进行了勘探。未来将对外开放使用。
2019年7月17日，《石景山区2019年交通综合治理行动计划》公布，文件中提到“配合推进1号线福寿岭站启用工作”。2020年1月7日，石景山区两会上公布福寿岭站改造工程将于2020年年底前实现开工。福寿岭站改造工程项目位于石景山区福寿岭村，车站总规模约1万平方米，其中既有地下建筑面积4271平方米，新建地下建筑面积1962平方米，新建地上建筑面积4257平方米。2020年2月17日，北京市人民政府印发《2020年北京市交通综合治理行动计划》，其中包括开工改造1号线福寿岭站。

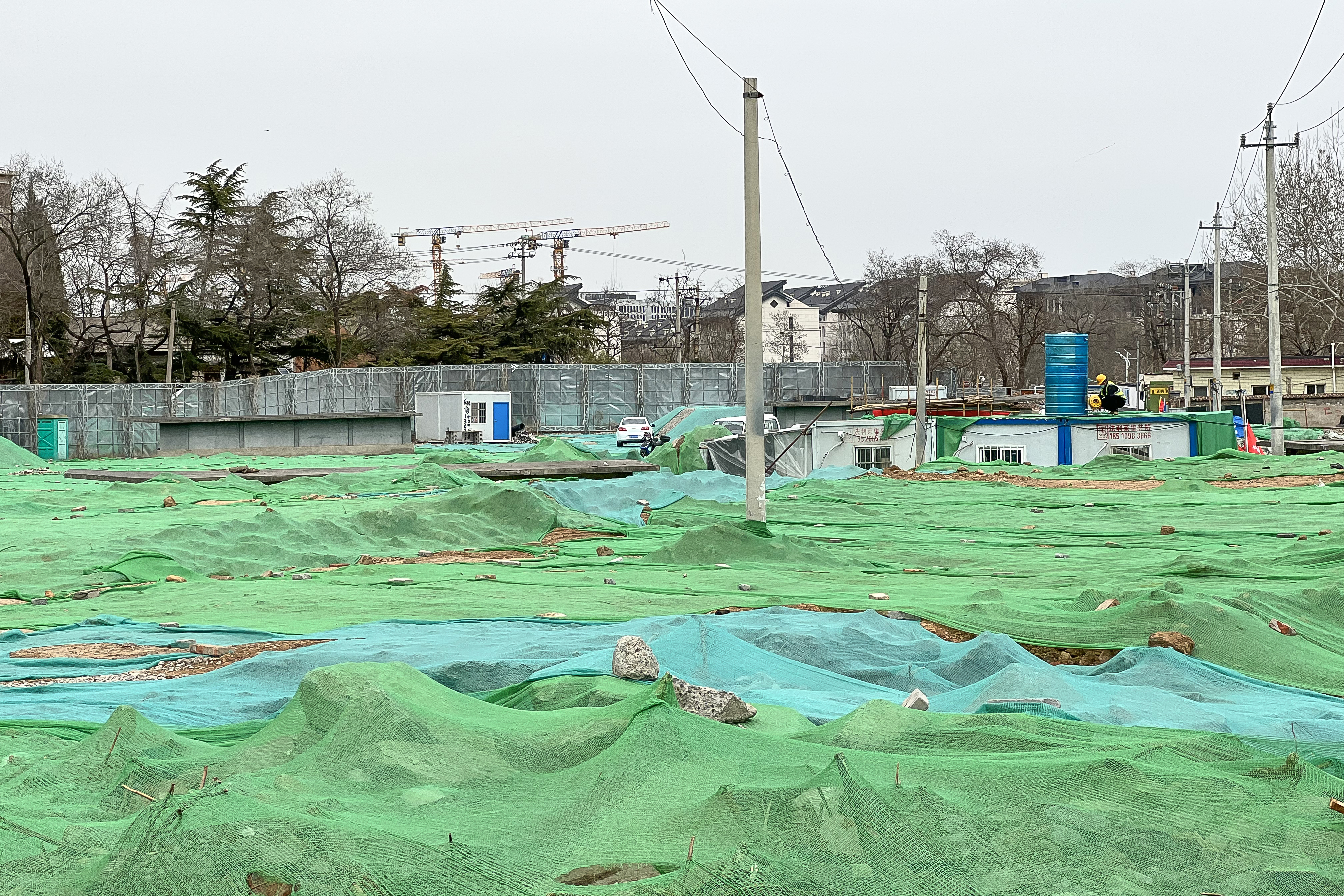
正在进行启用改造工程的福寿岭站，图中的低矮水泥方形建筑为本站原出入口（2022年3月摄），現已拆除

2021年7月5日，北京市发改委批复了《地铁1号线福寿岭站启用改造工程项目建议书（代可行性研究报告）》。本站预计2022-2023年开通。在地铁站附近将建设福寿岭公交中心站，位于刘娘府西路与三府路相交处的西南角，地块拟建交通枢纽综合业务用房、保养车间及公交停车坪等，规划总用地面积约2.3万余平方米，含地铁功能部分建筑面积约2430平方米。
2021年11月25日，改造工程开工；2022年6月16日，原有240块站台板在站内改造中全部拆除完毕；7月26日，站内墙体、地砖全部拆除；8月27日，新站台板浇筑完成，同时旧道床也全部凿除，开始安装新钢轨；9月11日，站后交叉渡线改造完工；9月27日，线缆铺设全部完成，项目完成冷滑实验；10月1日，项目通过列车带电测试；10月28日，地下消防泵房主体结构浇筑完成；11月27日，业务楼地下结构工程完成；12月27日，业务楼主体结构封顶；2023年9月6日，北京市规划和自然资源委员会发布《关于地铁1号线福寿岭站命名预案的公示》，同年12月20日，福寿岭站这一站名获《2023（市）地名命字0004号》文正式批准，福寿岭站被正式定为官方名称。
截至2024年，福寿岭站已完成施工，具备开通条件，但由于周边配套设施尚未完成，且消防疏散方案更改后仍在等待批复，福寿岭站未能按计划开通。此外，由于北京地铁1号线支线的建设还要牵扯到1号线老线的拨线，八角游乐园站以西部分的车站运营会受到持续影响，福寿岭站的开通时间可能将持续延后。

## 車站結構
本站全长164.9米，宽18.7米，车站构造与改造前的苹果园站大致相同，属于侧式月台构造，车站月台北端設有交叉渡線。
| 地面层          | 出入口                                       |                  |
| 地下一层 站厅层 | 1号线站厅，改造中                            |                  |
| 地下二层 站台层 | 側式月台，改造中                             | 側式月台，改造中 |
| 地下二层 站台层 | 1号线终点站 落客月台（尽头站53号不运营开放） |                  |
| 地下二层 站台层 | 1号线往环球度假区（八通线）（苹果园）        |                  |
| 地下二层 站台层 | 側式月台，改造中                             |                  |

## 出入口
本站共有西南、东南两个出入口，其中西南口为进站口，东南口为出站口。启用改造前，本站共有4個出入口，由于原西北口与东北口位于新建成的公交站场内，改造后仅作通风功能使用。
|                     |      |                  |      |            |
| 编号                | 指示 | 建議前往的目的地 | 照片 | 无障碍设施 |
| 东南口              |      | 福寿岭公交中心站 |      |            |
| 西南口              |      | 进站口           |      |            |
| 註： 設有輪椅升降台 |      |                  |      |            |

## 周邊
- 北京市石景山區福壽嶺村
- 北京地鐵技術學校
- 北京公交489、527福壽嶺站